# Histoplasma capsulatum
Histoplasma capsulatum är en svampart som orsakar sjukdomen Histoplasmos. Svampen beskrevs av Darling 1906. Histoplasma capsulatum ingår i släktet Histoplasma och familjen Ajellomycetaceae.   Inga underarter finns listade i Catalogue of Life.

## Källor

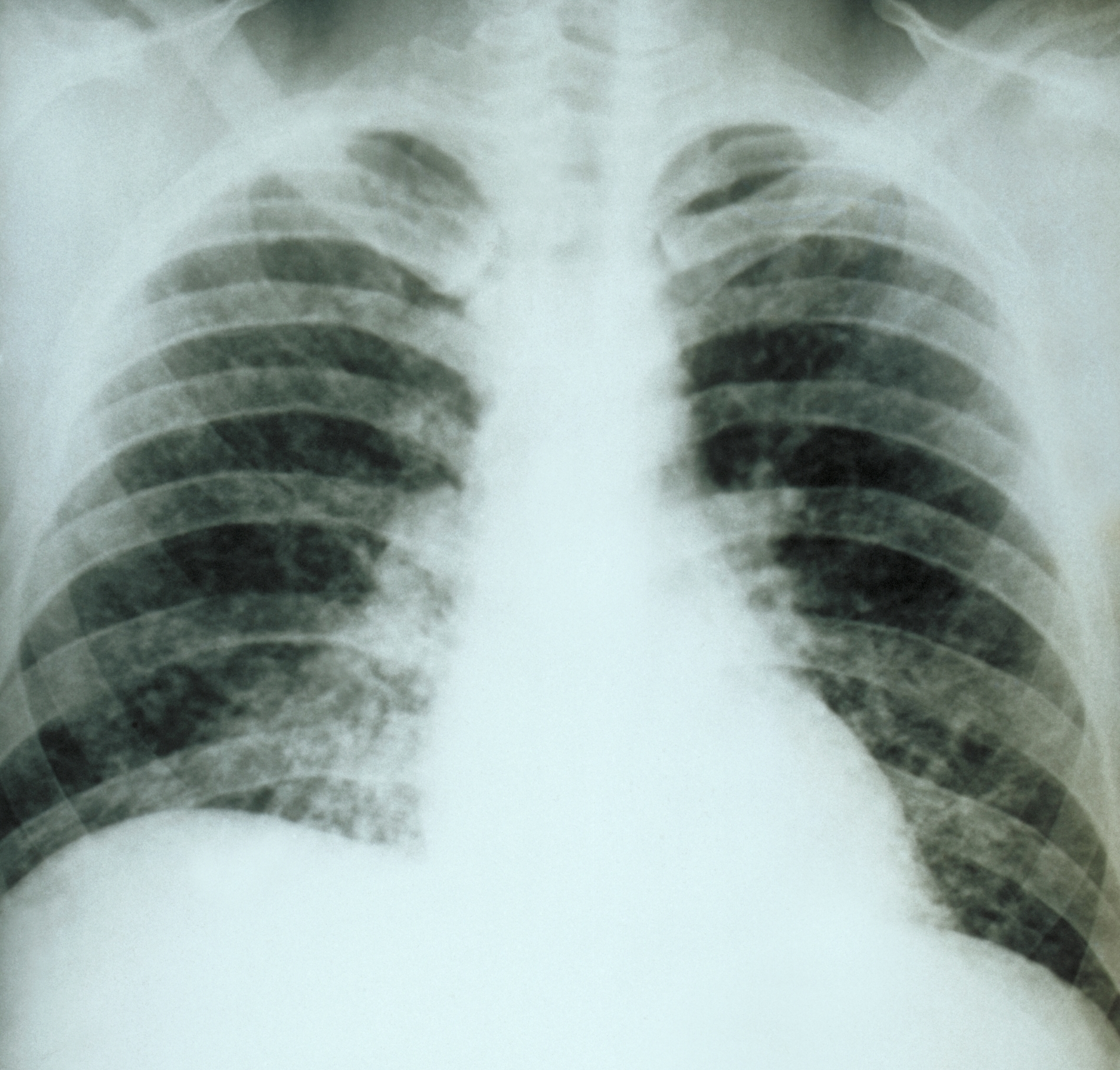
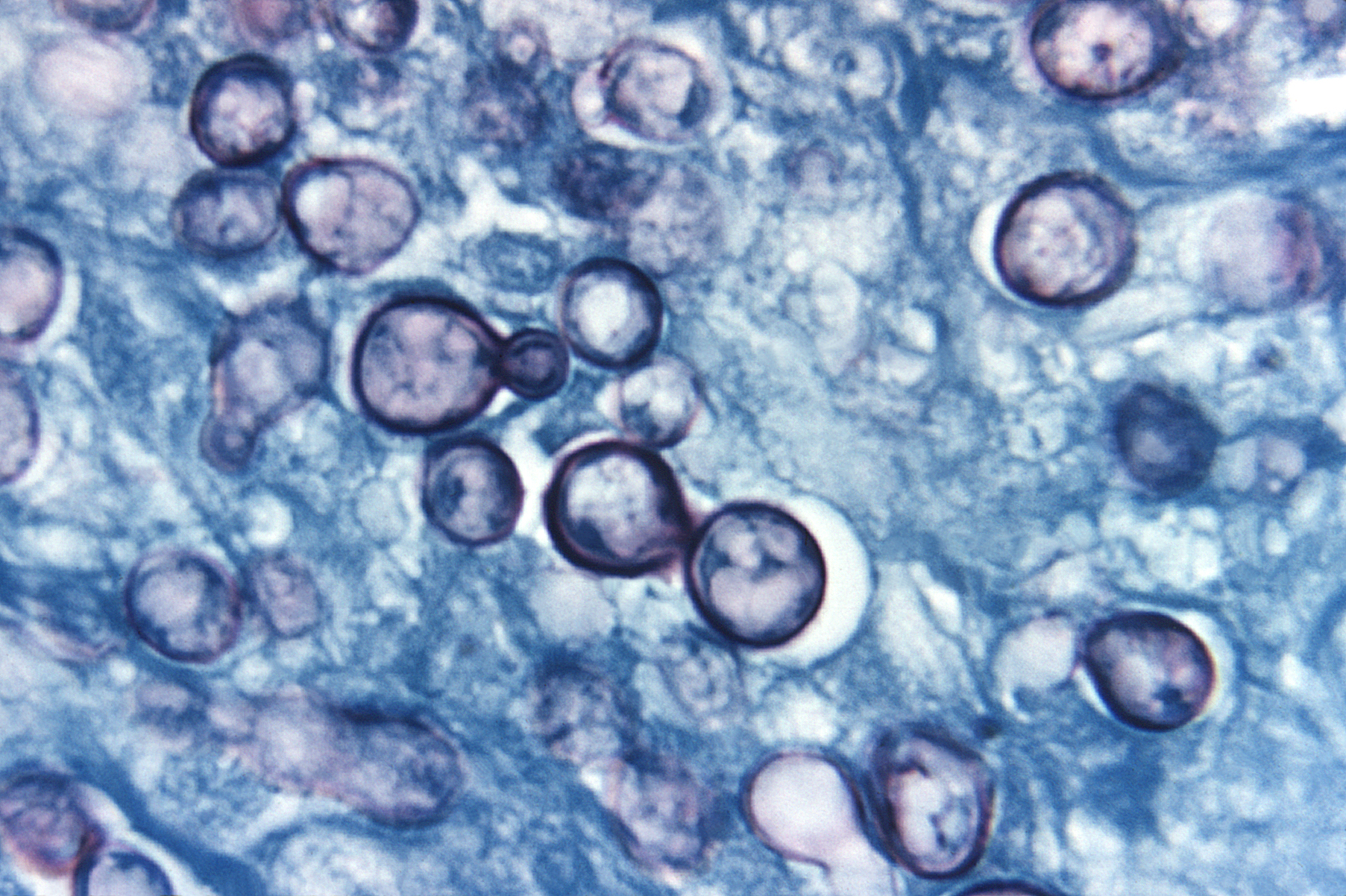
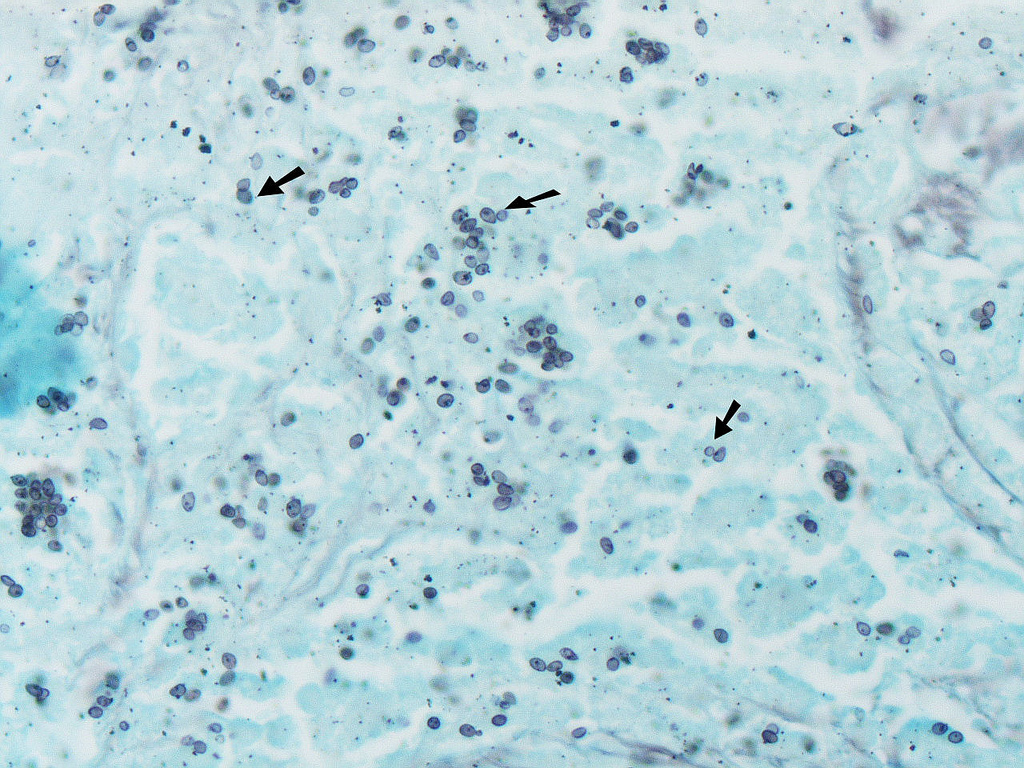
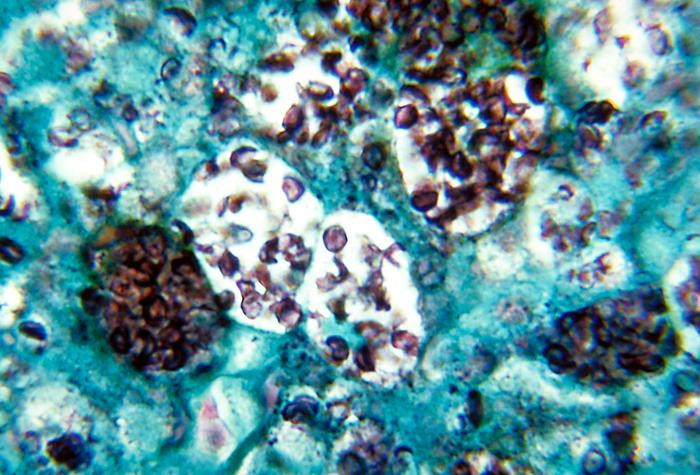
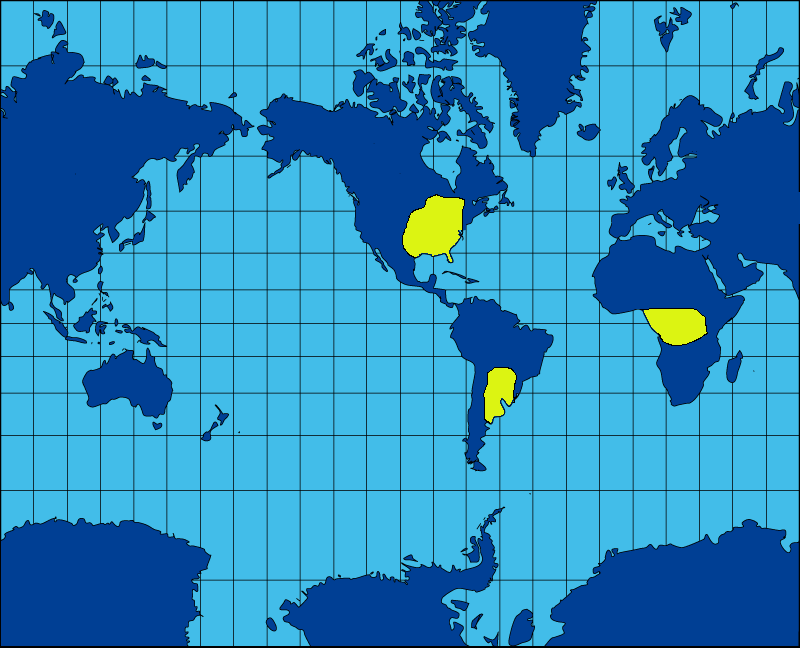
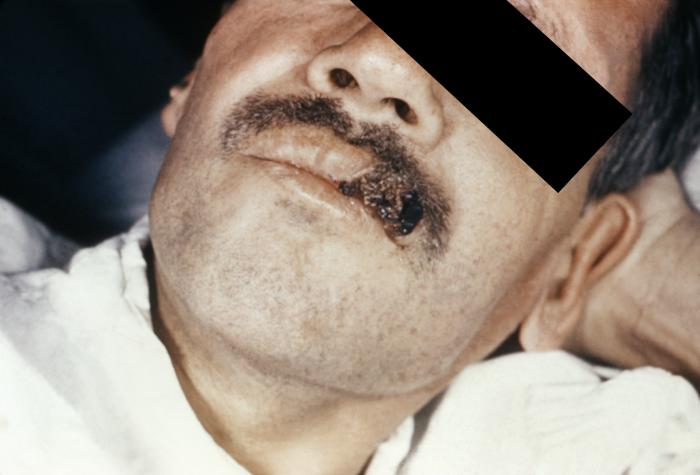
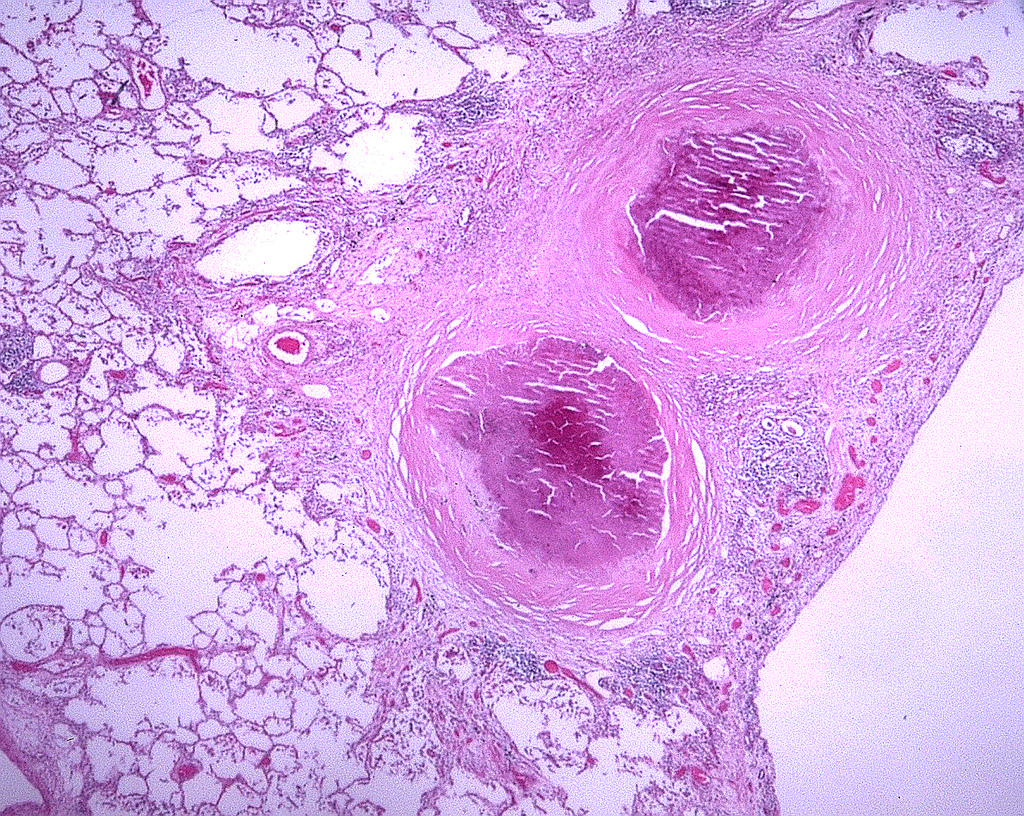
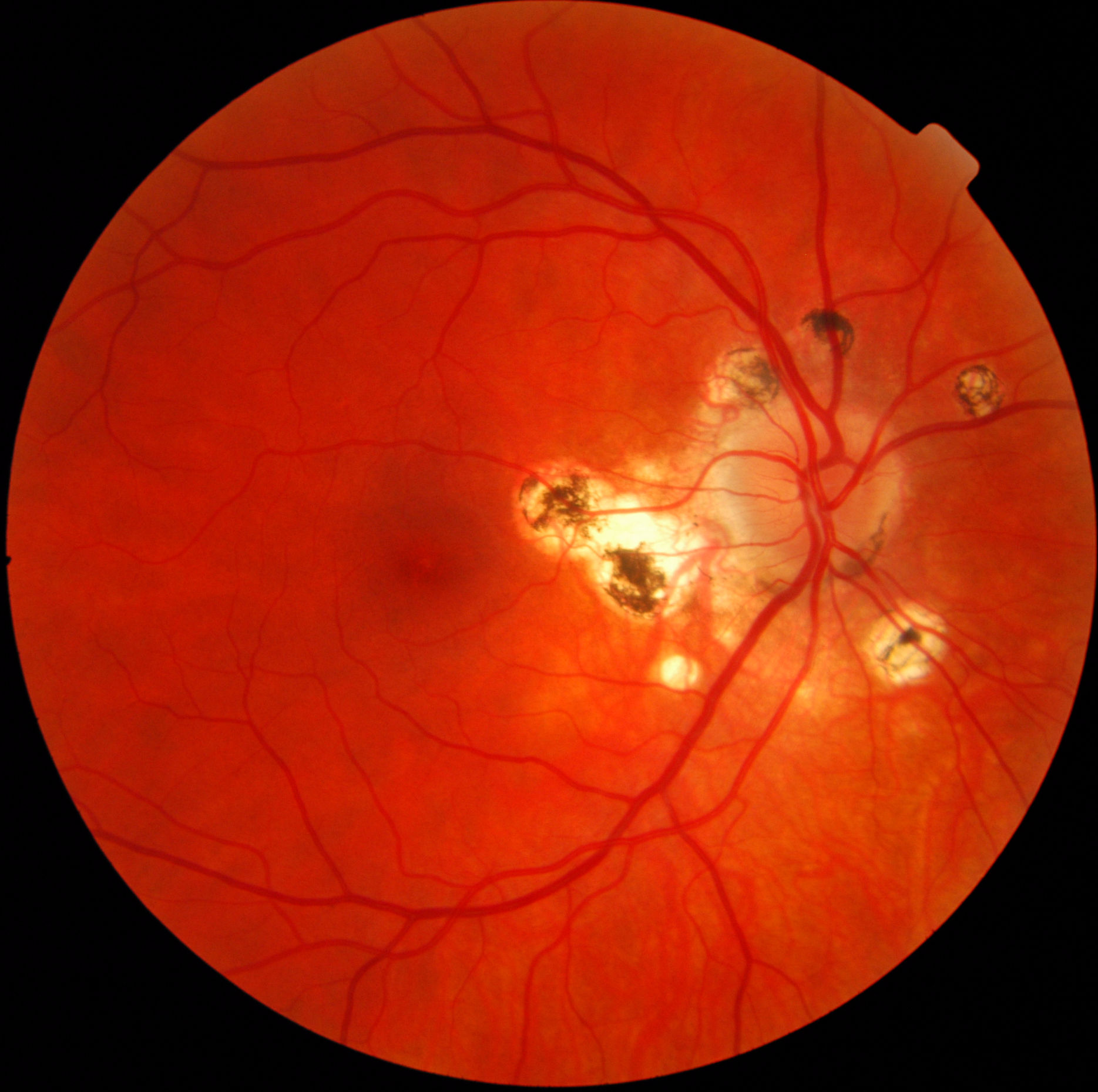
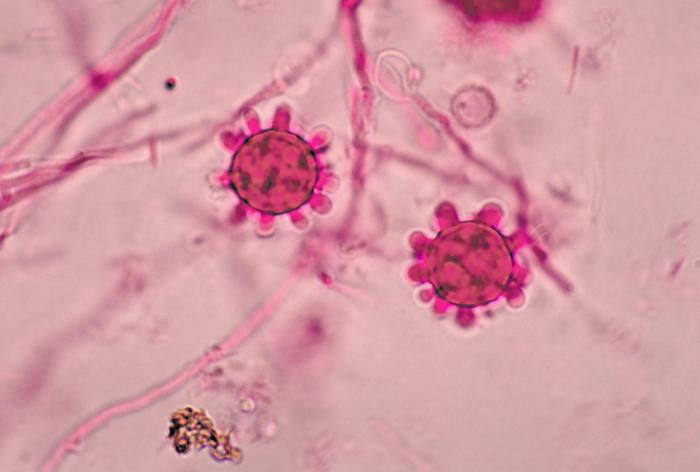